# Санково
Са́нково (рос. Санково) — село у складі Сакмарського району Оренбурзької області, Росія.
Стара назва — Санковське.

## Населення
Населення — 17 осіб (2010; 10 у 2002).
Національний склад (станом на 2002 рік):
- росіяни — 100 %